# Groeben (Adelsgeschlecht)

Wappen der
Familie von der Groeben

Groeben, auch Gröben, ist der Name eines alten märkischen Adelsgeschlechts. Die Herren von der Groeben gehörten zum Uradel im Erzstift Magdeburg und gelangten von dort über die Mark Brandenburg nach Ostpreußen. Zweige der Familie, von denen einige in den Grafenstand erhoben wurden, bestehen bis heute.

## Geschichte

### Herkunft
Erstmals urkundlich erwähnt wird das Geschlecht am 29. November 1140 mit Luiderus de Grebene. Gribehne (auch Grubene, Grobene, Cyprene, Grebene oder Gröben), das wahrscheinliche Stammhaus, ist eine Wüstung bei Calbe an der Saale, heute im Salzlandkreis in Sachsen-Anhalt gelegen, und wird als Flurname noch heute verwendet. Durch die Ansiedlungspolitik Ottos I. von Brandenburg wurde weiter östlich, nahe Potsdam, um 1170 ein Kolonistendorf namens Gröben gegründet, dessen Lokator vermutlich die aus der Altmark gekommene Familie war, die der Neusiedlung ihren Namen verlieh, dort allerdings erst im 14. Jahrhundert urkundlich erstmals als Grundbesitzer erscheint.
Einer Überlieferung nach soll die Familie ursprünglich aus dem Herzogtum Sachsen stammen. Angehörige waren vermutlich im Jahr 927 zusammen mit König Heinrich in die Mark Brandenburg gekommen. Sie sollen auch zu den zwölf alten sächsischen Adelsgeschlechtern gehört haben, die aus ihrer Mitte die Vierherren des Königreiches erwählten.
Die Herkunft des Namens Groeben ist nicht gesichert. Möglicherweise geht der Name auf das slawische Grob'n  = Grab, Graben, Damm zurück. Für die Familie finden sich die Schreibweisen von Gröben und von der Gröben bzw. von der Groeben.

### Ausbreitung und Besitzungen

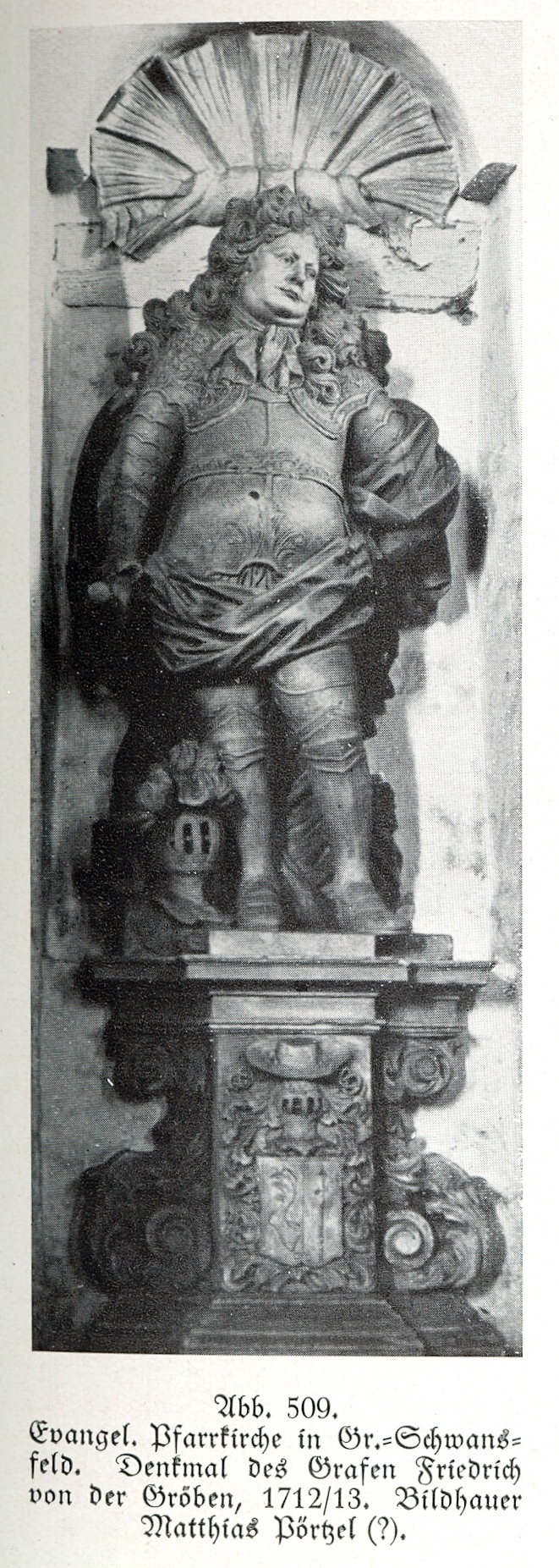
Statue Friedrich von der Groebens in der Pfarrkirche Groß Schwansfeld (um 1713)

Bereits 1284 war Derwitz und um 1370 bzw. 1375 Gröben bei Ludwigsfelde zusammen mit anderen Gütern in der Mark Brandenburg in Familienbesitz.
Die Familie gehörte zu den wichtigsten und mächtigsten märkischen Vasallen von Kaiser Karl IV., ersichtlich u. a. aus seinem Landbuch von 1375. Die etwas ältere Landesbeschreibung der Mark Brandenburg von 1373 zählte sie zum schlossgesessenen Adel. Schon früh gingen zahlreiche Angehörige des Geschlechts als Ordensritter des Deutschen Ordens ins Preußenland. Dort ließ sich im 15. Jahrhundert eine Linie dauerhaft nieder. Später gelangten Zweige der Familie auch nach Pommern und Westpreußen.
Stammvater der ostpreußischen Linie war Heinrich von der Groeben, aus der Mark stammend, der 1408 Kobbern bei Friedland erwarb. Adam, sein Sohn, Deutschordensritter und Panierführer, fiel zusammen mit seinen Brüdern in der Schlacht bei Tannenberg 1410. Als einziger überlebte Ludwig, damals noch ein Kind, der später den Stamm fortsetzen konnte. Seine Nachkommen waren die späteren Herren und Grafen von der Groeben.
Einer der Nachkommen war Hans Ludwig von der Groeben († 1669), Herr auf Lichtenfelde, Prälat im Stift Brandenburg, Landschaftsdirektor und kurbrandenburgischer Geheimrat. Er brachte das Erbjägermeisteramt des Kurfürstentums Brandenburg an sein Haus.
Friedrich von der Groeben (1645–1712) diente in der brandenburgischen und in der polnischen Armee. Er war polnischer Gesandter beim Tataren-Khan und nahm 1683 als Generalleutnant unter König Johann III. Sobieski am Entsatz von Wien teil. In den Türkenkriegen kam er zu großem Vermögen, denn er kaufte bald danach einen großen Güterkomplex in Preußen, aus dem er am 8. April 1711 vier Familienmajorate stiftete: Groß Schwansfeld (Kr. Bartenstein), wo er wohnte, Ponarien (ebenfalls in Ostpreußen), Groß und Klein Ludwigsdorf bei Freystadt im Kreis Rosenberg sowie Neudörfchen bei Garnsee im Kreis Marienwerder (beide in Westpreußen). 1711 stiftete er eine Familien-Erziehungs-Einrichtung (Stipendienhaus) für fünf Familienmitglieder sowie einen bürgerlichen Stipendiaten in Königsberg, zu dessen Finanzierung und Erhaltung das Gut Harnau und die vier Majorate beizutragen hatten. In diesem Groebischen Institut wurden fortan viele Söhne der Familie erzogen; 1898 übernahm das Corps Masovia Königsberg zu Potsdam das Stipendienhaus. Bis zu seinem Tod war Friedrich dann zuletzt noch königlich preußischer Amtshauptmann zu Osterode i. Ostpr. und Hohenstein. Das von ihm erbeutete Zelt eines türkischen Paschas wurde 1903 auf Wunsch des Kaisers aus Groß Schwansfeld ins Berliner Zeughaus verbracht, wo es sich bis heute befindet. Friedrich starb 1712 kinderlos und vererbte seine Majorate an Neffen. Alle vier Majorate (Groß Schwansfeld, Ponarien, Ludwigsdorf und Neudörfchen) blieben bis zur Flucht und Vertreibung 1945 im Familienbesitz.
Johann Heinrich von der Groeben ließ 1735–1737 auf Wunsch Friedrich Wilhelms I. ein barockes Palais in der Leipziger Straße 3 in Berlin durch Philipp Gerlach errichten, das bald darauf den Besitzer wechselte (der Seidenfabrikant Antoine Simond erwarb es) und das im 19. Jahrhundert der Familie Mendelssohn Bartholdy gehörte; 1899 wurde es für den Neubau des Preußischen Herrenhauses abgerissen.

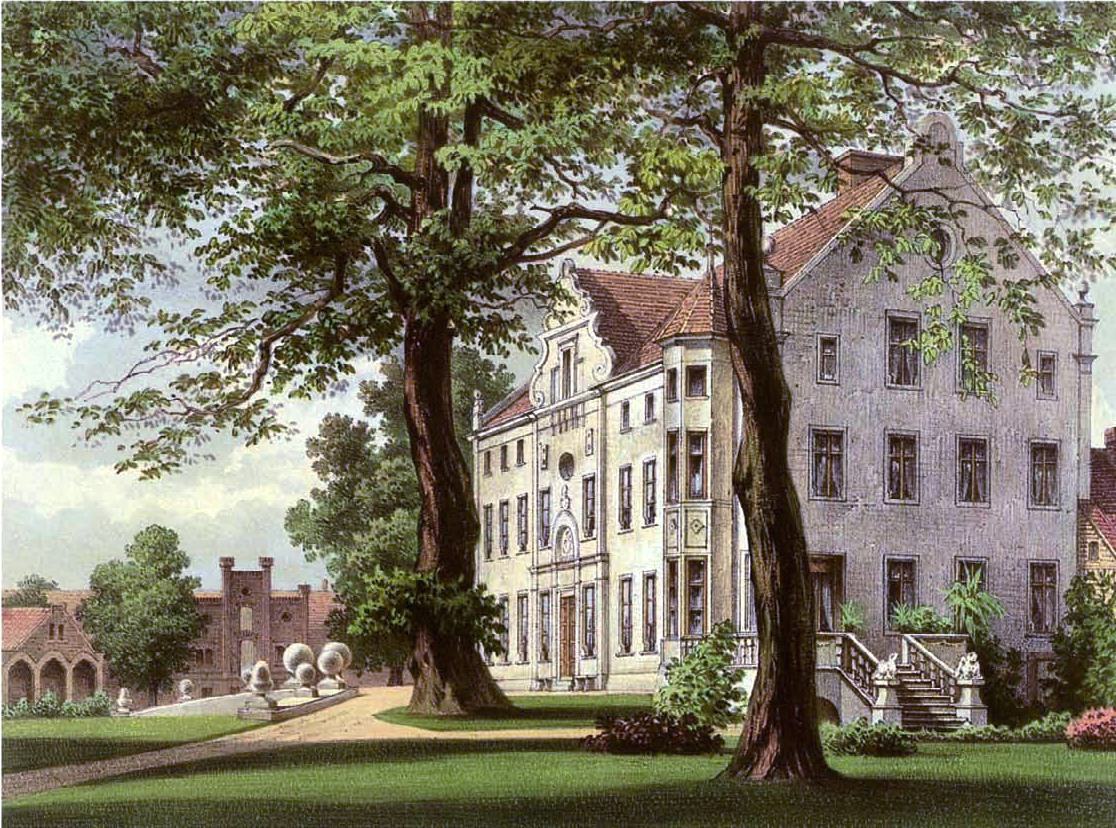
Groß Schwansfeld, Ostpreußen (um 1860)
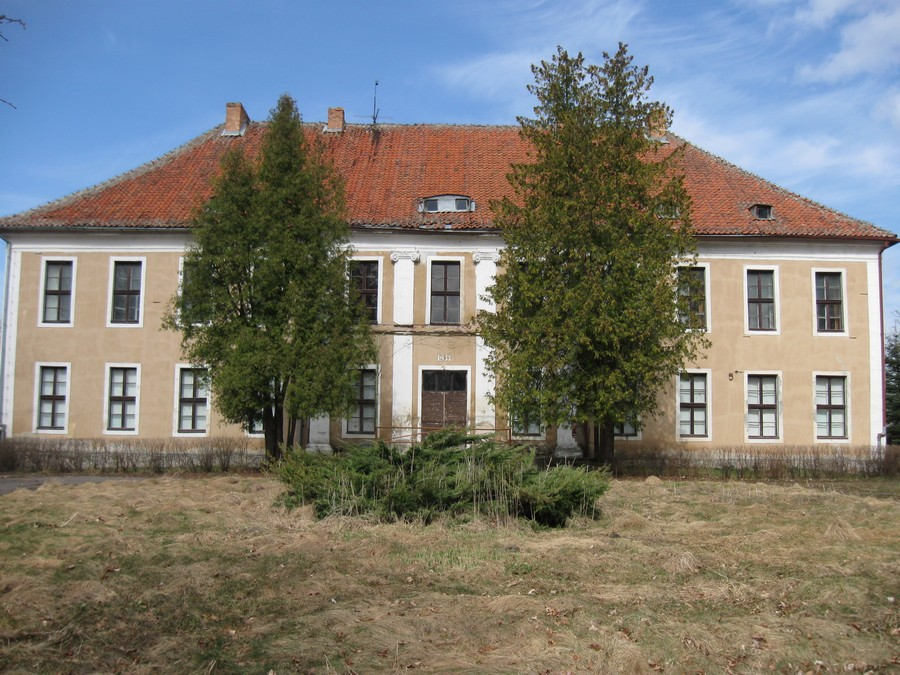
Ponarien, Ostpreußen
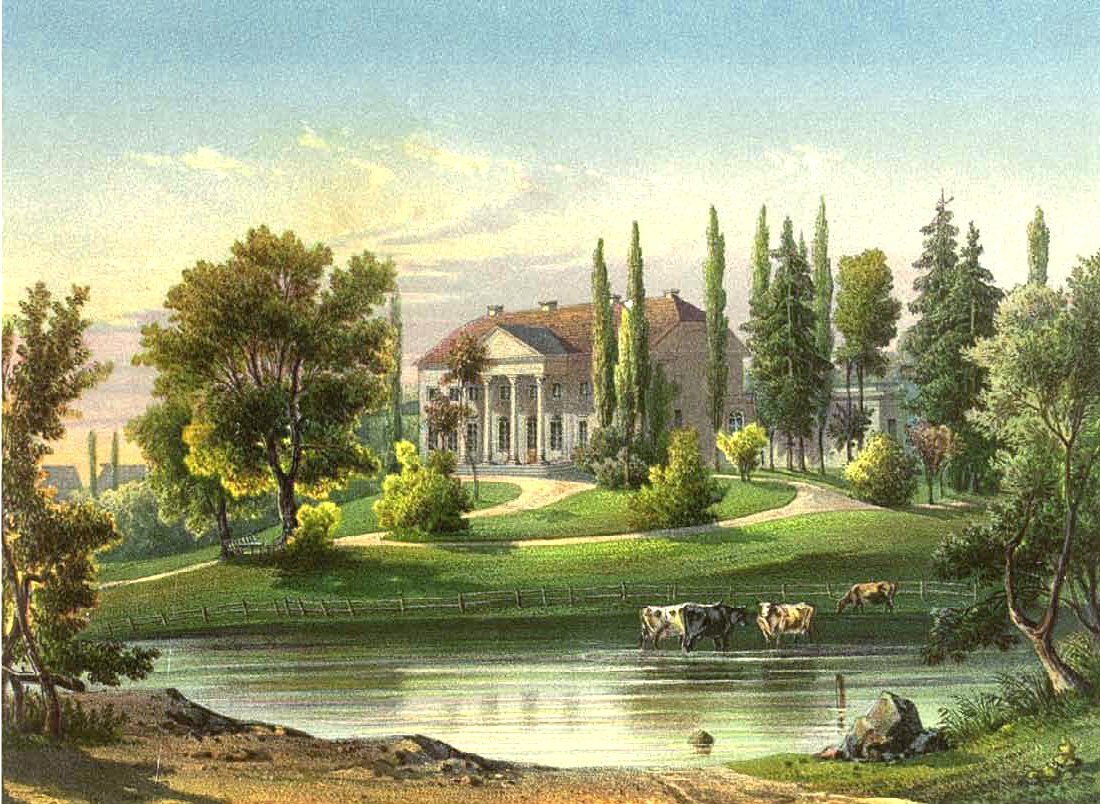
Neudörfchen, Westpreußen (um 1860)
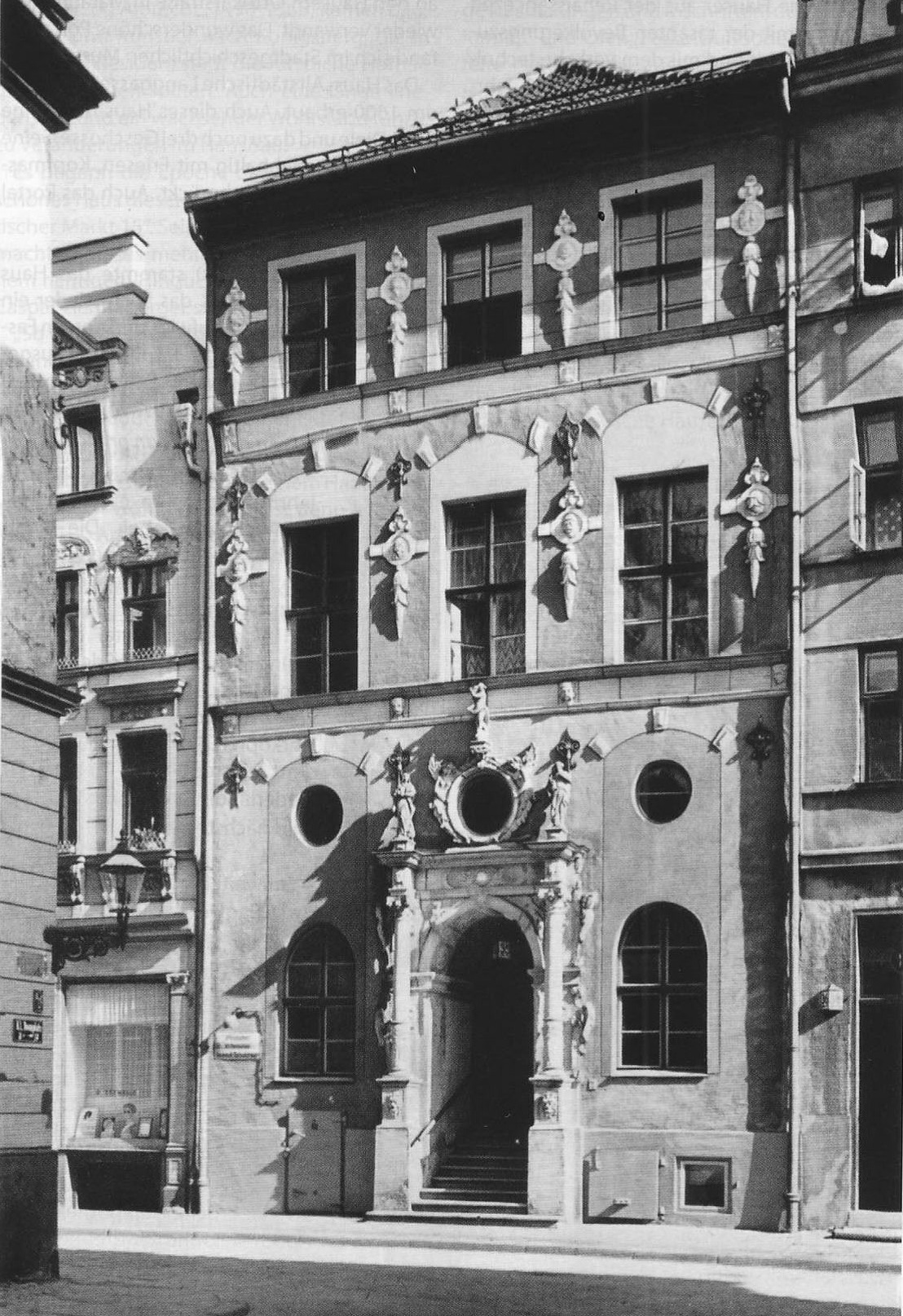
Groebisches Institut in Königsberg
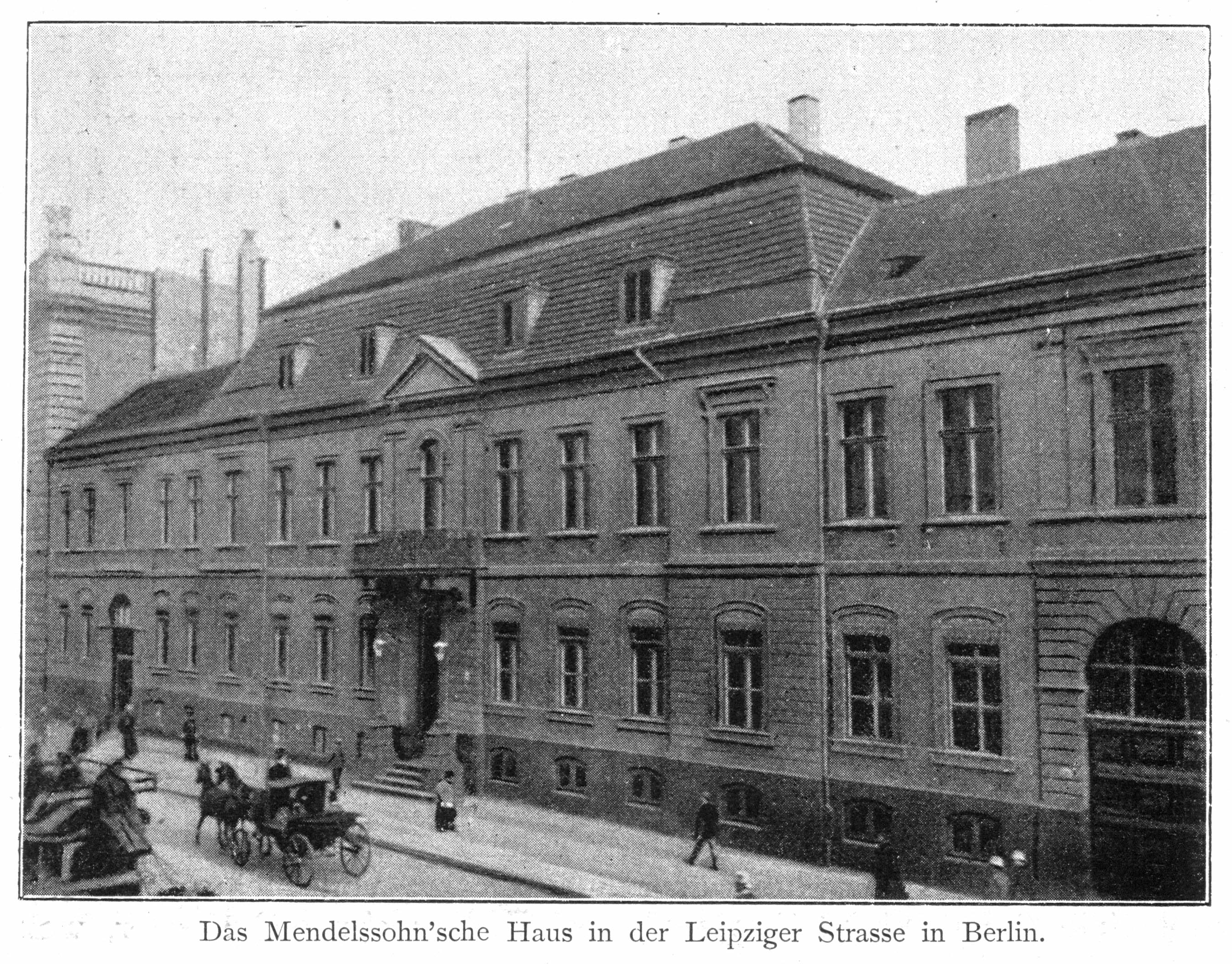
Palais Groeben, Leipziger Straße 3, Berlin

Otto Friedrich von der Groeben (1657–1728) aus dem Hause Bäslack wurde bekannt als General und Forschungsreisender im Dienste Brandenburg-Preußens. Bereits als junger Mann unternahm er eine achtjährige Orientreise, die er in einer gedruckten Schrift (erschienen 1694 zu Marienwerder) beschrieb. Er war zunächst kurbrandenburgischer Generalmajor, später königlich-preußischer Amtshauptmann und zuletzt königlich polnischer Generalleutnant. Am 1. Januar 1683 gründete er unter der Regierung des Großen Kurfürsten das Fort Friedrichsburg an der Küste von Ghana in Afrika. Es folgte die Gründung der Brandenburgisch-Afrikanischen Compagnie. Später zog er sich auf das Gut Neudörfchen zurück, das er von seinem Onkel Friedrich geerbt hatte.
Sein Enkel Karl von der Groeben (1788–1876), Herr auf Neudörfchen, starb als preußischer General der Kavallerie. Er war zunächst Generaladjutant, Chef des 2. Schlesischen Ulanen-Regiments und erhielt die Mitgliedschaft im Preußischen Herrenhaus. Aus seiner 1816 geschlossenen Ehe mit Selma von Dörnberg stammten fünf Söhne, die alle in der Preußischen Armee dienten, darunter als Ältester der spätere General Georg von der Groeben. Das Gut Neudörfchen mit dem 1828/29 klassizistisch neu erbauten Gutshaus gehörte von 1693 bis 1945 der Familie. 1892 kam auch das Gut Divitz in Vorpommern, ebenfalls bis 1945, an den Zweig Neudörfchen.

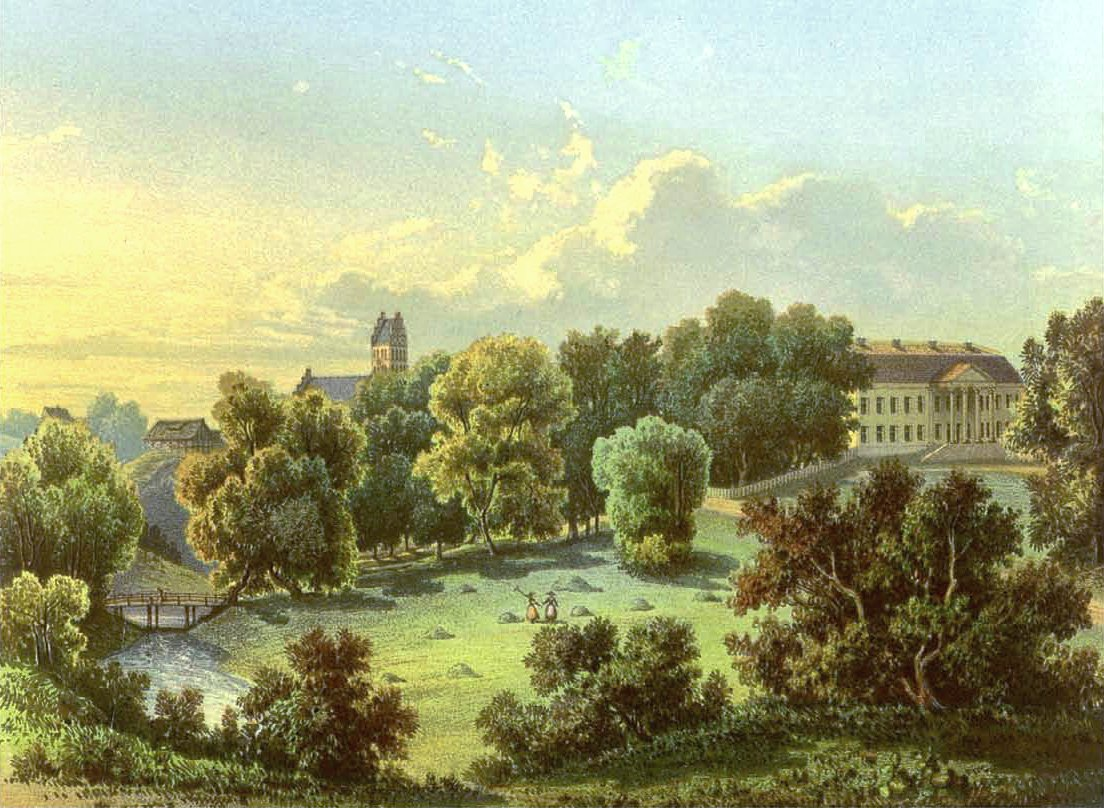
Langheim, Ostpreußen

Heinrich Wilhelm von der Groeben (1657–1729), Herr auf Ponarien, Offizier in der kaiserlichen und dann in der polnischen Armee unter König Johann Sobieski, erwarb 1728 das Gut Langheim (im ehemaligen Landkreis Rastenburg). Sein Sohn Wilhelm Ludwig von der Groeben blieb unverheiratet und brachte 1742 sein Vermögen in eine Familienstiftung ein, die allen Familienmitgliedern ein standesgemäßes Leben ermöglichen sollte. Sie bestand aus den Gütern Langheim und Liep (im Landkreis Königsberg), die 1772 zu einem Fideikommiss zusammengefasst wurden, für welches der Familie am 7. Juli 1855 das Präsentationsrecht zum Preußischen Herrenhaus erteilt wurde. Die Stiftungsgüter wurden bis 1945 von Familienangehörigen verwaltet. Nach der Vertreibung aus Ostpreußen (Schloss Langheim war im Zweiten Weltkrieg abgebrannt) wurde die Familienstiftung in eine mildtätige Stiftung mit Sitz in Kiel umgewandelt.
Arthur von der Groeben, Sohn des Grafen Wilhelm von der Groeben und dessen Frau Ida von Auerswald, Majoratsherr auf Ponarien, wurde zum Mitglied des preußischen Herrenhauses auf Lebenszeit ernannt. Er heiratete 1837 Auguste von Dörnberg. Aus der Ehe gingen acht Töchter und vier Söhne hervor. Die Familie des Grafen Karl Konrad von der Groeben-Ponarien erwarb nach 1990 das Gut Eickstedt in der Uckermark.
Aus den nicht-gräflichen Zweigen kamen unter anderem Theodor von der Groeben, preußischer Major auf Kallisten im ehemaligen Landkreis Mohrungen und Paul von der Groeben auf Jesau im Landkreis Rastenburg. Während des 19. Jahrhunderts gehörten auch die Güter Wetterau und Groß Klingbeck im Landkreis Heiligenbeil und Groß Krutschen im Landkreis Trebnitz zum Familienbesitz. Weitere Besitze waren Arenstein, Beeslack, Bollendorf, Karschau, Quossen, Rückgarben, Schrengen (1700–1793) und Weßlienen (1768–1832).
Im Norden der Mark Brandenburg erwarb die Familie 1552 das Rittergut Rauschendorf. 1581 erhielt sie in der Umgebung weitere Ländereien auf dem Tauschweg, darunter Meseberg. 1668 erhielt sie vom Großen Kurfürsten im Tausch auch Schönermark. 1723 kamen Rauschendorf und Schönermark als Heiratsgut der Dorothea von der Groeben an ihren Ehemann, den Oberst Hermann Graf von Wartensleben, um 1735 auch Meseberg und Baumgarten. Das Ehepaar ließ 1723 das Schloss Rauschendorf neu errichten und ab 1736 anstelle eines abgebrannten Vorgängerbaus das Schloss Meseberg.
Ferner gehörte den Groeben von 1749 bis 1823 das Gut Löwenbruch im Teltow, südlich von Berlin. Auf einer zugehörigen Wüstung wurde auf Geheiß Friedrichs des Großen im Zuge der Repeuplierung (Wiederbevölkerung verlassener Orte) ein Vorwerk angelegt, das nach dem Löwenbrucher Gutsherren und königlichen Kammerpräsidenten Ernst Ludwig von der Gröben (1703–1773) Ludwigsfelde benannt wurde, woraus sich die heutige Stadt entwickelt hat. Graf Karl Konrad von der Groeben erwarb nach 1990 das Gut Eickstedt in der Uckermark.

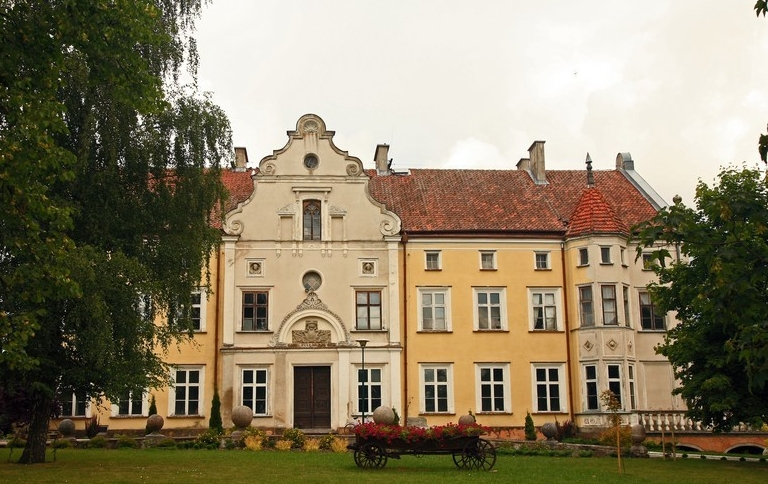
Groß Schwansfeld (2008)
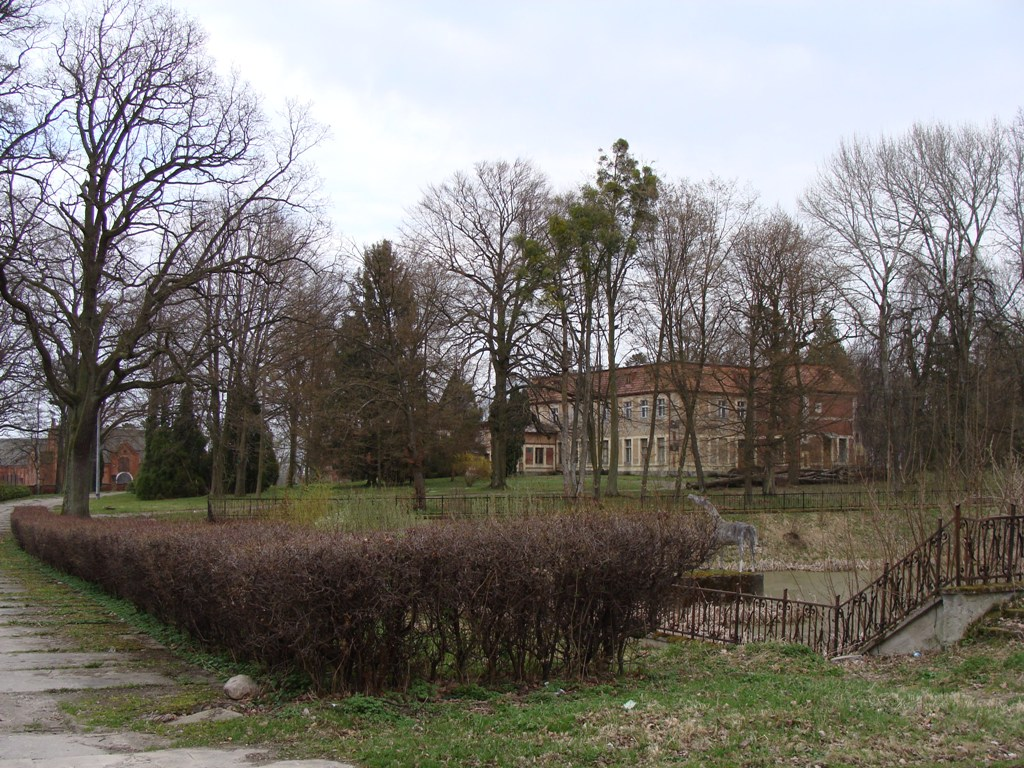
Neudörfchen (2011)
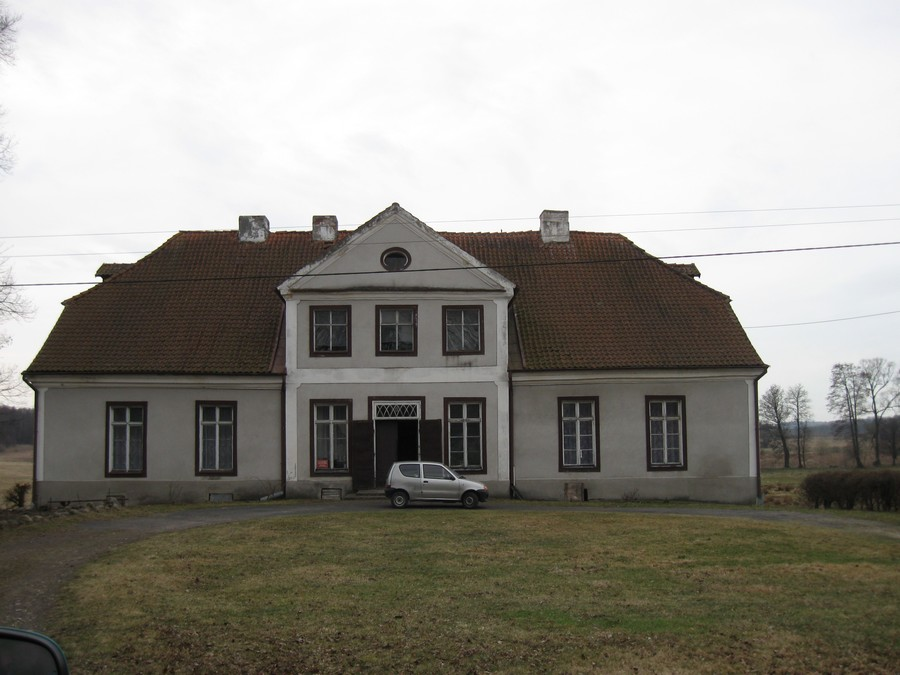
Kallisten, Masuren
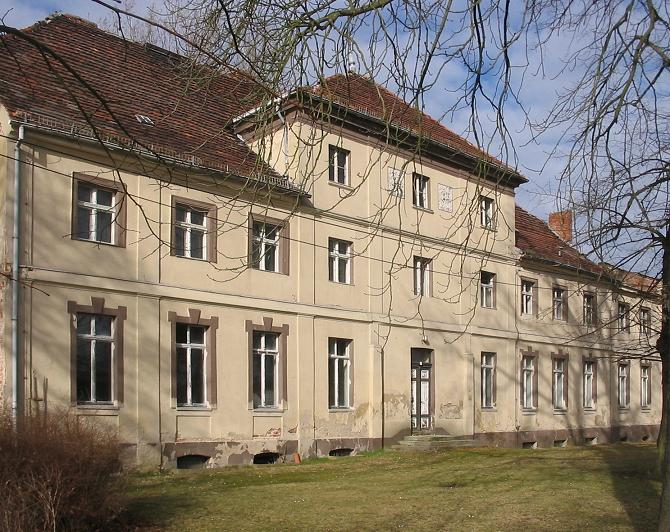
Löwenbruch, Brandenburg
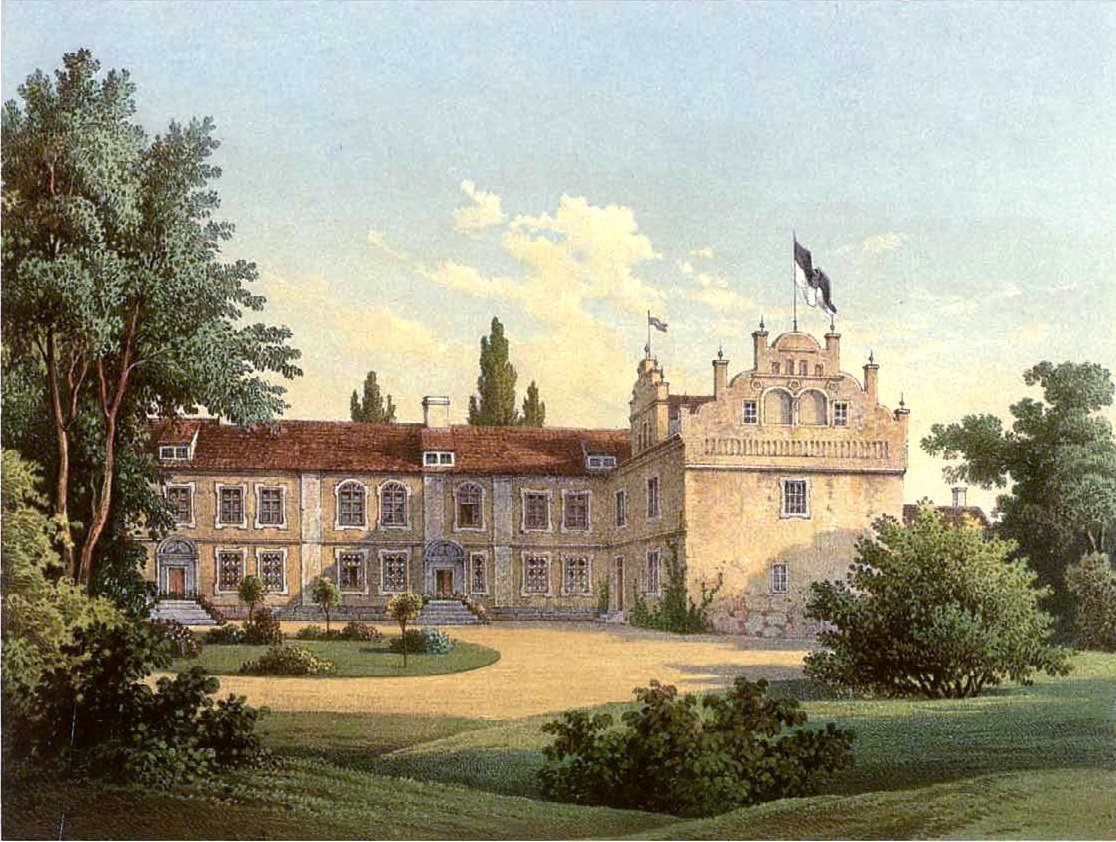
Divitz, Vorpommern (1892–1945 im Besitz der Familie)
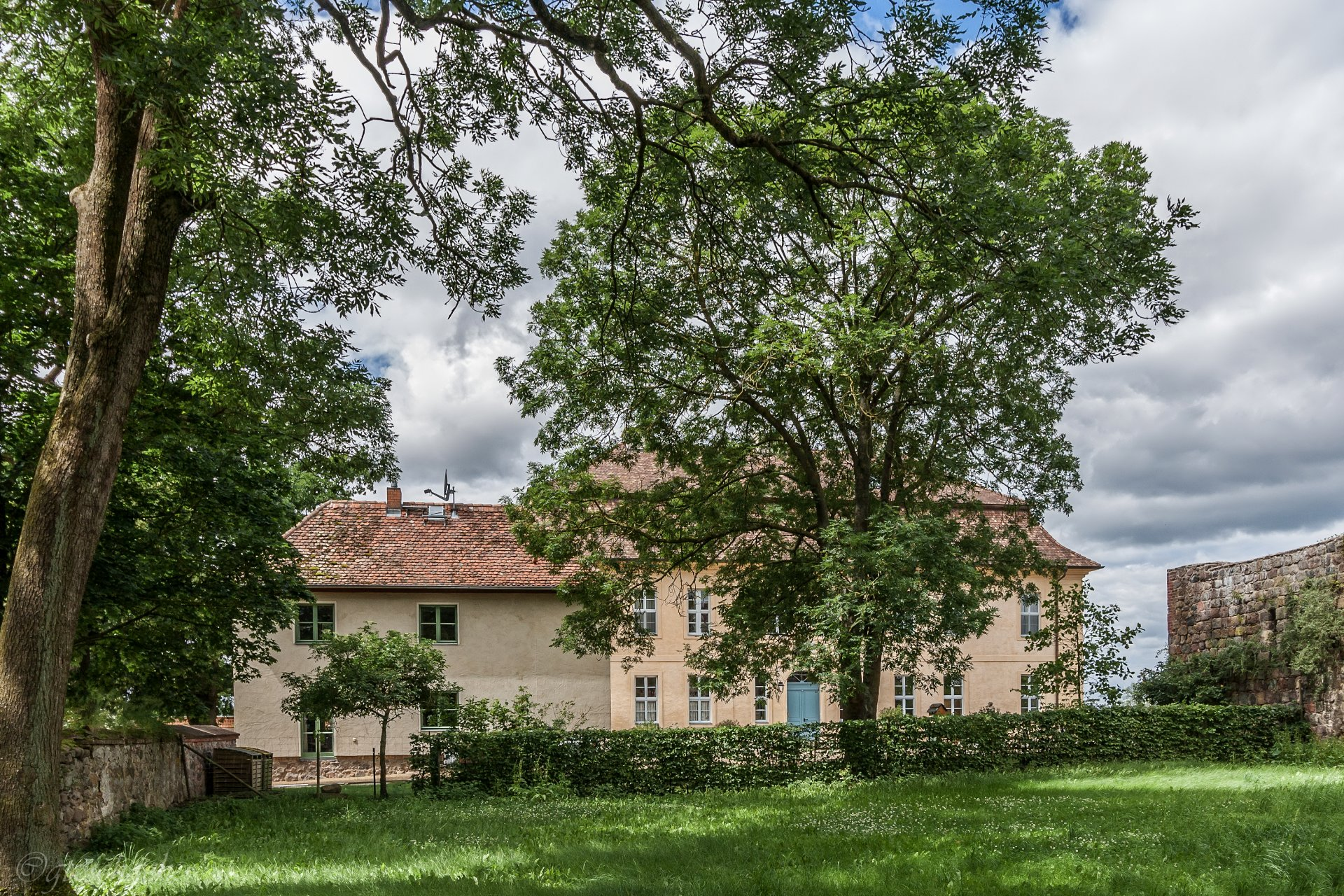
Eickstedt, Uckermark

Am 4. Februar 1895 wurde zu Berlin ein Familienverband der Grafen und Herren von der Groeben gestiftet. Er wurde 1964/68 neu begründet und hält alle zwei bis drei Jahre Familientage ab.

### Standeserhebungen
Am 19. September 1786 zu Königsberg, nach der Thronbesteigung von König Friedrich Wilhelm II. von Preußen, erhielten die Vettern Gottfried von der Groeben auf Weßlienen, königlich preußischer geheimer Staatsrat, Kriegsminister und Obermarschall und Ernst Wolfgang von der Groeben auf Schrengen mit allen männlichen Nachkommen den preußischen Grafenstand.
Am gleichen Tag wurden auch die Vettern Johann Ernst von der Groeben, Majoratsherr auf Ludwigsdorf, Otto Heinrich von der Groeben, Majoratsherr auf Neudörfchen, Wilhelm von der Groeben, Majoratsherr auf Ponarien und Ludwig von der Groeben, Majoratsherr auf Groß-Schwansfeld und ihre vier ältesten Söhne in den preußischen Grafenstand erhoben. Der Titel war geknüpft an den Besitz der Majorate und in Primogenitur.

## Wappen

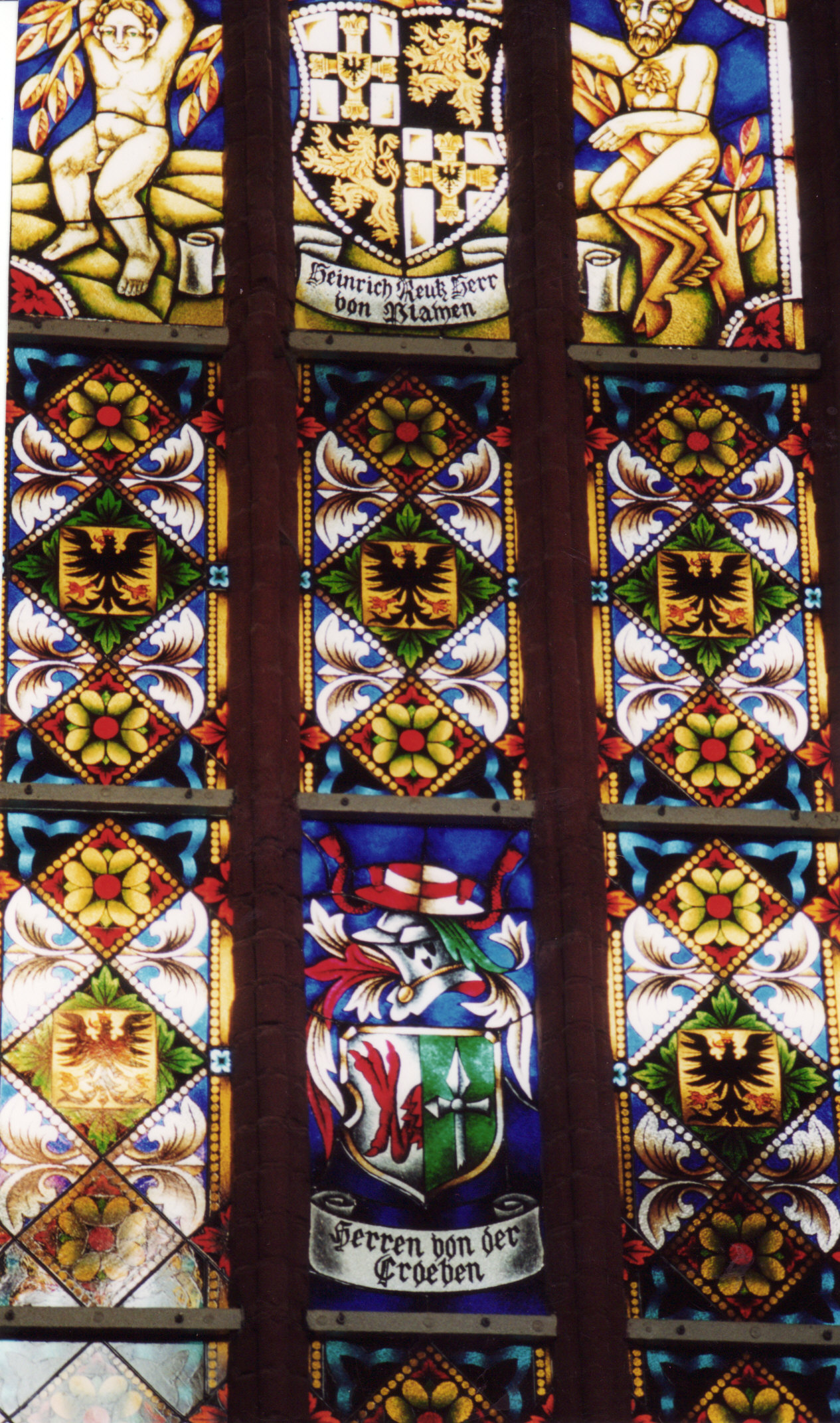
Wappenfenster im Königsberger Dom

### Stammwappen

Das Stammwappen ist gespalten. Heraldisch rechts in Silber eine aus dem Spalt wachsende rote Adlerklaue, links in Blau ein aufrechter silberner Spieß. Auf dem Helm mit rechts rot-silbernen und links blau-silbernen Helmdecken ein von Rot und Silber gevierter Hut.

### Gräfliches Wappen
Das gräfliche Wappen, verliehen 1786, ist innerhalb eines goldenen Schildrandes gespalten, rechts in Blau aufrecht ein braunbeschafteter silberner Spieß, links in Silber ein aus dem Spalt wachsende rote Adlerklaue. Auf dem Helm mit rechts blau-silbernen und links rot-silbernen Helmdecken ein von Silber und Rot gevierter Pilgerhut mit abfliegender roter Kordel. Als Schildhalter rechts ein goldbewehrter und gekrönter preußischer schwarzer Adler mit den Initialen FWR, links ein brandenburgischer roter Adler.

### Wappensage
Die Familie soll ursprünglich den Namen der Greifen getragen haben, aus dem später Groeben oder Gröben wurde. Da sie stets tapfer den christlichen Glauben verteidigten, bekamen sie noch einen Kardinalshut mit goldenen Quasten dazu.

## Bekannte Familienmitglieder
- Albrecht Sigismund von der Gröben (1660–1715), preußischer Oberstlieutenant und Kommandeur des Zweiten Land-Dragonerregiments, Erbherr auf Beeslack.[9]
- Adrian von der Groeben (* 1984), deutscher Hockeyspieler und Sportreporter
- Alexander von der Groeben (* 1955), deutscher Judoka und Sportreporter
- Annemarie von der Groeben (1940–2021), deutsche Pädagogin und Schulreformerin
- Arthur von der Groeben (Politiker) (1812–1893), deutscher Gutsbesitzer und Politiker
- Arthur von der Groeben (General) (1850–1930), deutscher General der Infanterie
- Carl Wilhelm Friedrich von der Groeben (1757–1816), preußischer Leutnant und Landrat
- Carolin von der Groeben (* 1995), deutsche Schauspielerin, Synchron- und Hörspielsprecherin
- Chlotilde von der Groeben (1887–1983), Privatlehrerin am Zarenhof
- Erasmus Ludwig Friedrich von der Groeben (1744–1799), preußischer Generalmajor und Gesandter in Sankt Petersburg
- Ernst Ludwig von der Gröben (1703–1773), kurmärkischer Kammerpräsident, Herr auf Löwenbruch, Namensgeber der Stadt Ludwigsfelde (nach dem zweiten Vornamen)
- Friedrich von der Groeben (General, 1645) (1645–1712), deutscher Generalleutnant
- Friedrich von der Groeben (General, 1827) (1827–1889), deutscher Generalleutnant
- Friedrich Gottfried von der Groeben (1726–1799), deutscher Minister
- Friedrich Otto von der Groeben (1619–1697), deutscher Obrist
- Friedrich Wilhelm von der Groeben (1774–1839), deutscher Generalleutnant
- Georg von der Groeben (1817–1894), deutscher General der Kavallerie
- Georg Dietrich von der Groeben (1725–1794), deutscher Generalleutnant und Militärschriftsteller
- Georg Heinrich von der Groeben (1630–1697), deutscher General
- Günther von der Groeben (1832–1900), preußischer Generalleutnant
- Hans von der Groeben (1907–2005), deutscher Diplomat, EU-Kommissar und Publizist
- Hans Ludwig von der Groeben (1615–1669), kurbrandenburgischer Wirklicher Geheimer Rat
- Harald von der Groeben (1856–1926), preußischer Generalleutnant
- Heinrich von der Groeben (1857–1927), preußischer Rittergutsbesitzer und Parlamentarier
- Heinrich Wilhelm von der Groeben (1657–1729), Majoratsherr und Regimentsinhaber
- Hermann von der Groeben (1828–1902), preußischer Generalmajor
- Ida von der Groeben (1791–1868), Pietistin, Schriftstellerin
- Johann Georg von der Groeben (1709–1777), preußischer Landrat
- Karl von der Groeben (General, 1788) (1788–1876), deutscher General der Kavallerie
- Karl von der Groeben (General, 1826) (1826–1898), deutscher Generalmajor
- Karl von der Groeben (Landrat) (1902–1989), deutscher Verwaltungsjurist
- Karl Ernst August von der Groeben (1750–1809), deutscher Generalmajor
- Karl Konrad von der Groeben (1918–2005), deutscher Unternehmer und Stifter
- Klaus von der Groeben (1902–2002), deutscher Verwaltungsjurist
- Konrad Heinrich von der Groeben (1683–1746), preußischer Generalmajor
- Ludwig von der Gröben (1529–1601), kurfürstlich-brandenburgischer Oberkämmerer, Herr auf Meseberg
- Ludwig von der Groeben (1579–1620), Komtur der Komturei Nemerow (1593–1620)
- Louis von der Groeben (1842–1904), Rittergutsbesitzer und Mitglied des Reichstags
- Max von der Groeben (* 1992), Schauspieler, Synchron- und Hörspielsprecher
- Otto von der Groeben (1797–1856), preußischer Rittergutbesitzer und Politiker
- Otto Friedrich von der Groeben (1657–1728), Generalmajor, brandenburgischer Forschungsreisender
- Peter von der Groeben (1903–2002), deutscher Generalmajor
- Selma Gräfin von der Gröben (1856–1938), deutsche Frauenrechtlerin und Philanthropin
- Ulrike von der Groeben (* 1957), deutsche Fernsehmoderatorin
- Unico von der Groeben (1861–1924), deutscher Diplomat und Parlamentarier
- Wilhelm von der Groeben (General, 1810) (1810–1892), deutscher Generalleutnant
- Wilhelm Ludwig von der Groeben (1690–1760), deutscher Politiker
- Wilhelm von der Gröben (18. Jahrhundert), Ober-Kirchen-Rath am Dom in Berlin[10]
- Wolfgang von der Groeben (* 1937), Verwaltungsjurist

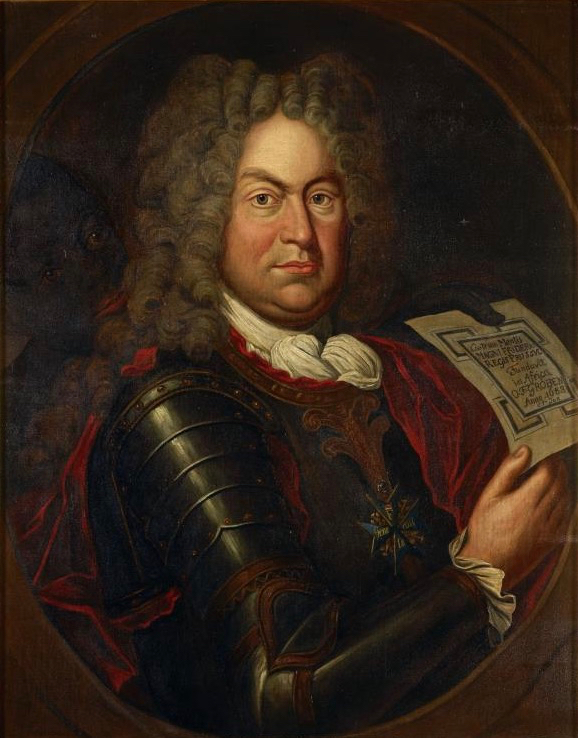
Otto Friedrich von der Groeben (* 1657; † 1728)
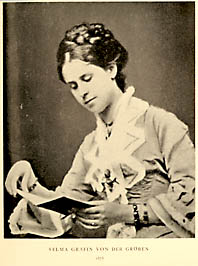
Selma Gräfin von der Gröben (* 1856; † 1938)
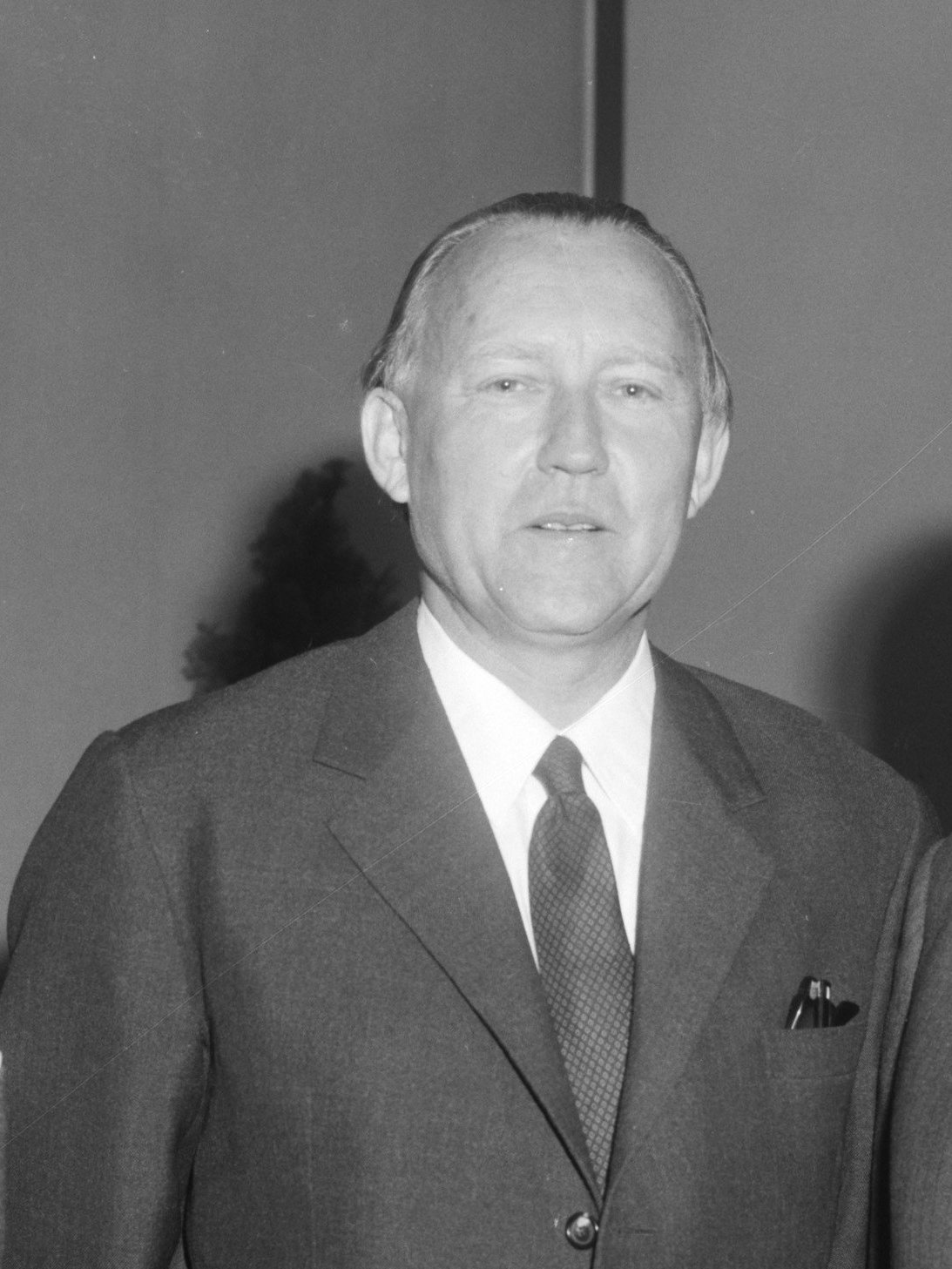
Hans von der Groeben (* 1907; † 2005)
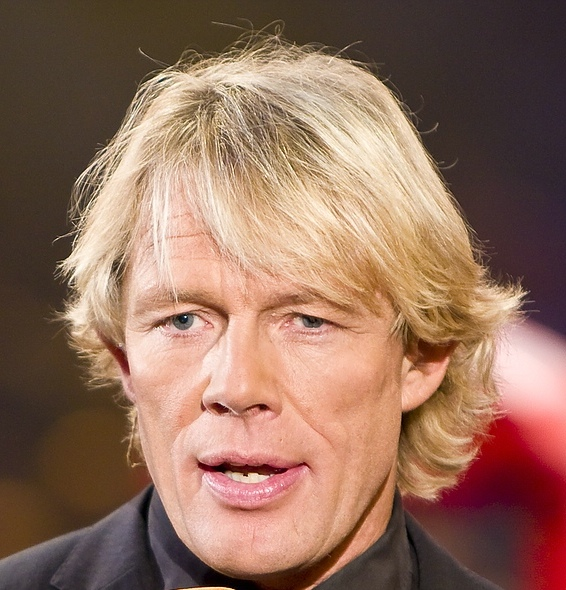
Alexander von der Groeben (* 1955)
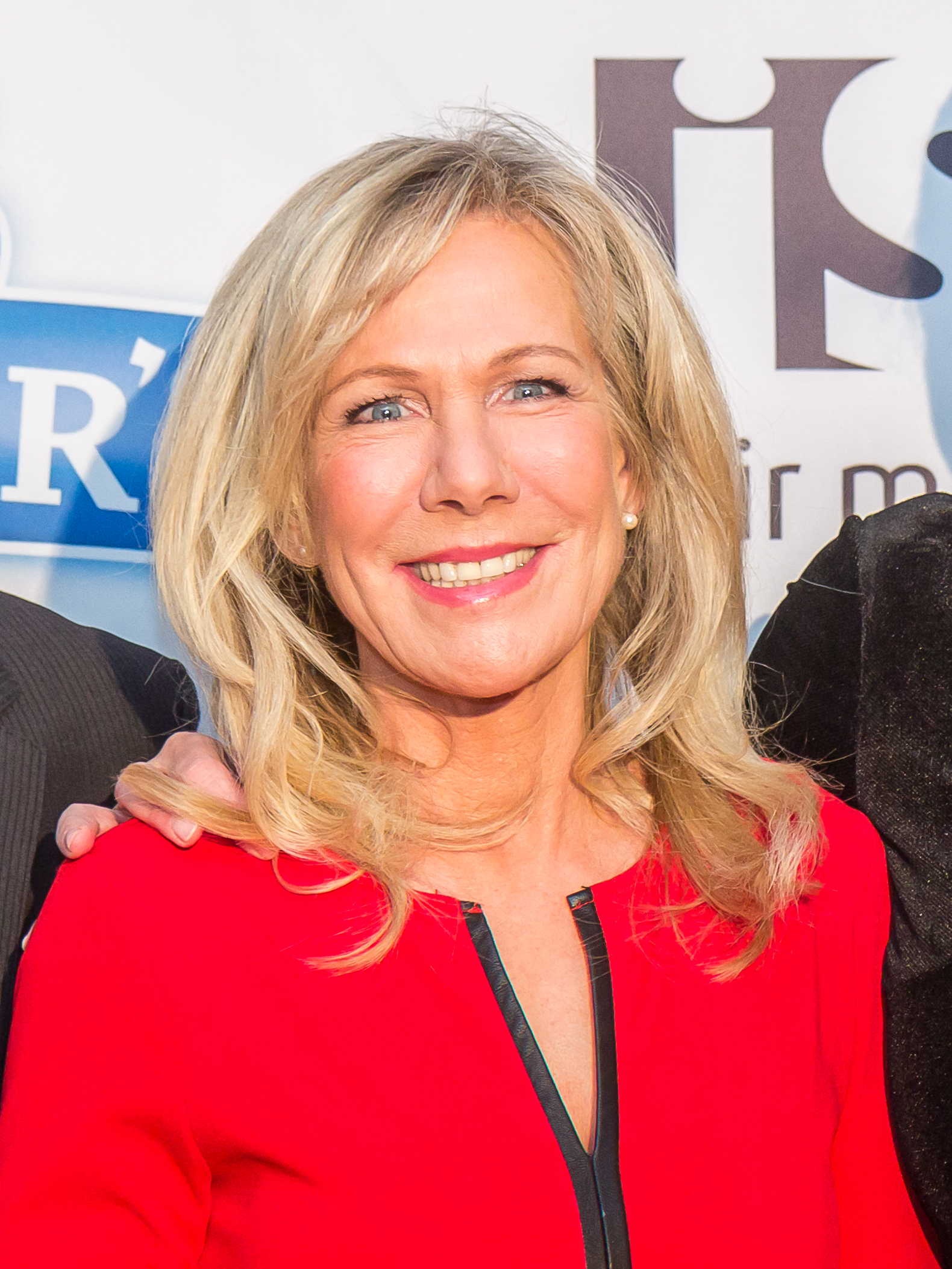
Ulrike von der Groeben (* 1957)
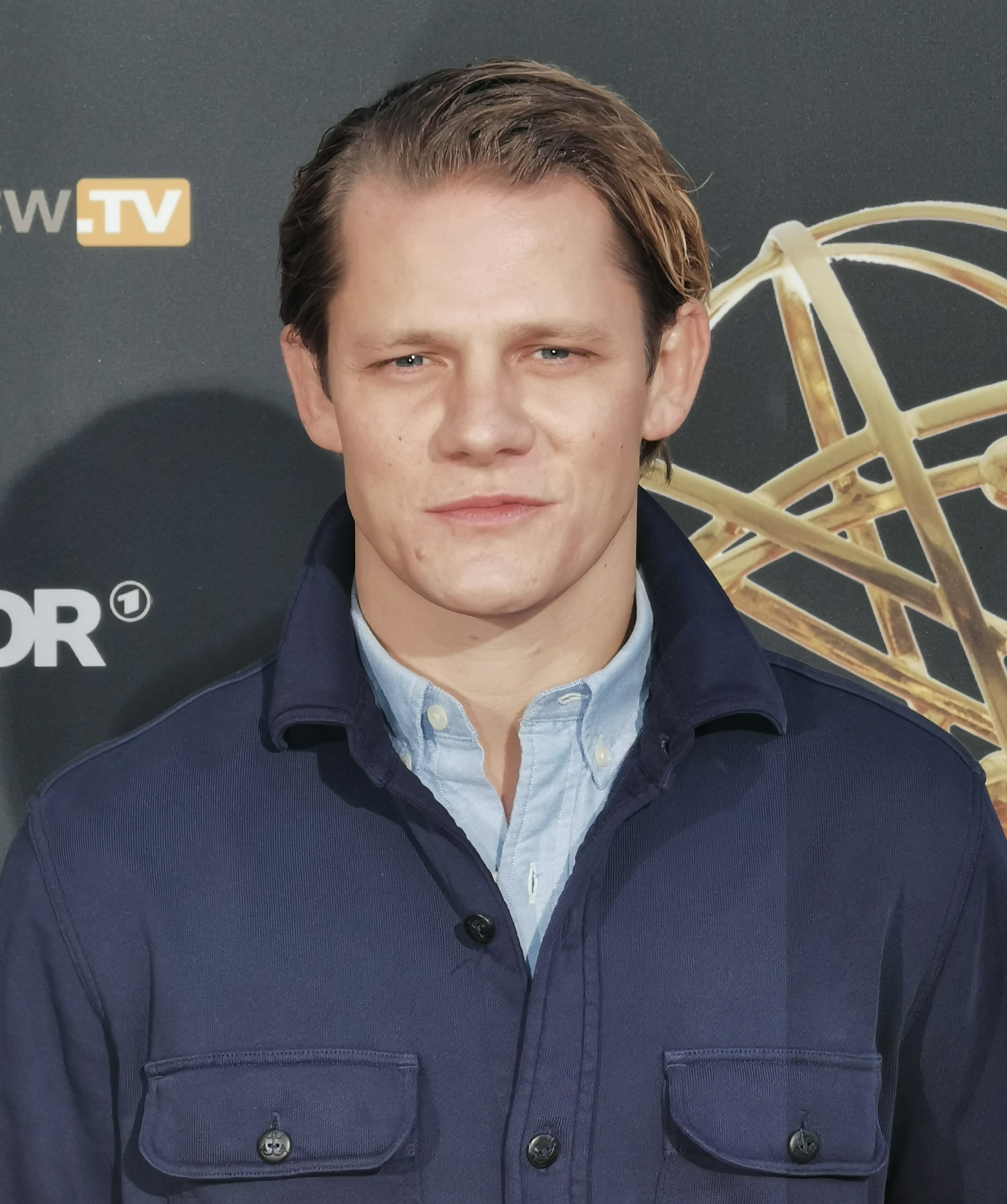
Max von der Groeben (* 1992)

## Namensgleiches Briefadelsgeschlecht
Das Genealogische Handbuch des Adels (GHdA) nennt noch eine weitere, briefadelige Familie gleichen Namens, deren Stammvater Hans Gottlob Greben (1724–1777), königlich polnischer und kurfürstlich sächsischer Leutnant, später auch königlich preußischer Leutnant, war. Sein Sohn Friedrich Wilhelm (1774–1839) wurde königlich preußischer Generalleutnant und führte mit seinen Nachkommen den Namen von der Groeben und das Wappen des märkischen Uradelsgeschlechts unbeanstandet.